# Reforma Imperial
Em 1495, uma tentativa foi feita pelo Reichstag na cidade de Worms para dar ao Sacro Império Romano que estava quase se desintegrando uma nova estrutura, vulgarmente designada por Reforma Imperial (em alemão:Reichsreform).
Para esta reforma ser considerada bem sucedida depende da maneira como define os seus objetivos; hoje, muitos estudiosos acreditam que a reforma realmente não era destinada a produzir um estado moderno (no que seria considerado um fracasso), mas sim uma tentativa de consolidar e distribuir poder entre o Império e os estados, em consenso, que ela conseguiu.
A reforma produziu principalmente as seguintes mudanças:
1. A Paz Perpétua Público (Ewiger Landfriede), que instituiu o Reich com um único conjunto de leis que excluía os feudos como meio de políticas entre seus membros;
2. A Reichskammergericht(Câmara da Corte Imperial, Supremo Tribunal Imperial), uma suprema corte, para todos os territórios do Reich, provavelmente, o maior impacto da reforma;
3. A criação de seis (a partir de 1512: dez) Reichskreise (Círculos Imperiais) para uma administração mais uniforme do Reich para melhor executar a Paz Perpétua Pública e a tributação das cidades;
4. Um chamado Reichsregiment (Regimento Imperial), concebido como um substituto do desastrado e lento Reichstag, que nunca conseguiu ganhar muita influência.[6]

A reforma foi celebrada com a Reichsexekutionsordnung 1555 (Execução da Ordem Imperial), que regulava mais detalhes sobre as tarefas dos Círculos Imperiais.